# Zsolt Borhi
Zsolt Borhi är en ungersk kanotist.
Han tog bland annat VM-guld i K-2 10000 meter i samband med sprintvärldsmästerskapen i kanotsport 1993 i Köpenhamn.